# 테슬라 모델 X
테슬라 모델 X(Tesla Model X)는 테슬라가 제작한 중형 럭셔리 전기 SUV이다. 차량의 승객 탑승을 위해 팔콘 윙 도어라는 특수한 형태의 문을 사용했다는 점에서 주목할만하다.
모델 X는 모델 S의 세단 플랫폼에서 개발되었다. 모델 X는 EPA 크기 등급 기준 SUV이며, 예정되었던 60%의 절반인 부품의 약 30%를 모델 S와 공유하고, 무게는 약 10% 정도 더 무겁다. 모델 X와 모델 S는 모두 캘리포니아 프리몬트에 있는 테슬라 팩토리에서 생산되고 있다. 모델X의 컨셉트 카는 2012년 2월 9일 캘리포니아 호손에 있는 테슬라의 디자인 스튜디오에서 발표되었다. 모델 X의 최초 배송은 2015년 9월에 시작되었다. 시장에 출시된 1년만에, 2016년 모델 X는 세계에서 가장 많이 팔리는 플러그인 자동차 중 7위를 차지했다.
2020년 2월 14일 현재 모델 X는 EPA 이동 거리가 351 마일 (565 km)인 롱레인지+와 EPA 이동거리가 305 마일 (565 km)인 퍼포먼스 모델로만 구매가 가능하다.

## 역사
원래 테슬라는 2014년 초에 모델 X의 납품을 시작할 계획이었다. 그러나 2013년 2월, 테슬라는 연내 모델 S 20000대 생산 목표를 달성하기 위해 2014년 말까지 배송 일정이 조정되었다고 발표했다. 2013년 11월 테슬라는 2015년 2분기에 모델 X 대량 생산을 시작할 것으로 예상했다. 2014년 11월 테슬라는 모델 X 배송이 2015년 3/4분기에 시작될 것이라고 다시 연기 소식을 발표했다. 배송은 2015년 9월 29일에 시작되었다. 지연의 이유는 트레일러를 운반 할 때 팔콘 윙 도어의 걸거침 문제와 모터 냉각 문제 때문이었다.

## 디자인

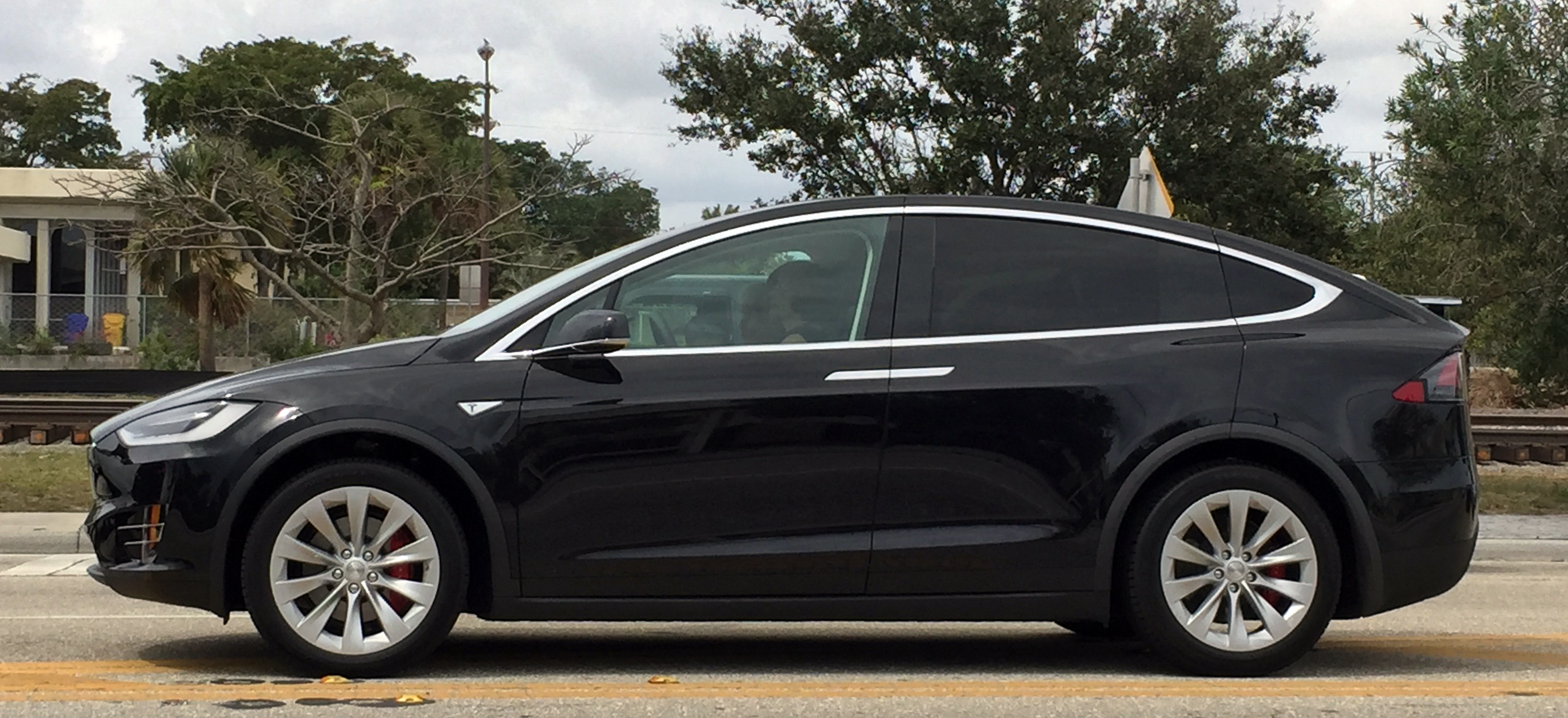
모델 X 측면 사진

2015년 9월 29일, 전면 3D 글래스를 채용한 실제 생산될 차량이 공개되었다. 테슬라의 CEO인 일론 머스크에 따르면, 모델 X는 전면 및 측면 충돌 사고 측면에서 가장 안전한 SUV이며, 롤오버 테스트에서 다음으로 안전하 SUV보다 두 배 이상 안전하다. 모델 X에는 오토파일럿이 표준으로 제공되며 선택 옵션인 완전 자동 운전 칩이 있다. 모델 X에는 레이더 기반 자율 비상 제동 (AEB) 및 차량을 위협으로부터 멀어지게하는 (측면 방향 초음파 감지를 사용) 충돌 방지 시스템이 기본으로 제공된다.  테슬라는 광대역 레이더 시스템을 사용하여 문을 열거나 닫을 때 팔콘 윙 도어가 근처 물체에 부딪치지 않도록 한다.
모델 X에는 이중 경첩 팔콘 윙 도어가 있어 문이 위쪽으로 열리므로 기존의 갈매기형 날개 도어와 달리 문의 앞쪽 가장자리가 차체에 밀착되어 있다. 테슬라는 이런 형태의 문을 차체 앞쪽에 힌지 형으로 부착하는 것이 아닌 수직으로 올리면 차량에 쉽게 접근 할 수 없어 접근성이 크게 떨어진다고 주장했다. 모델 X는 3열 좌석과 앞뒤 트렁크에 성인 7명과 짐을 수용할 수 있는 공간을 제공한다.